# راسموس سورنس
راسموس سورنس (نروژی: Rasmus Sørnes) زادهٔ ۲۲ مارس ۱۸۹۳ در سولا، روگالاند و مرگ به تاریخ ۱۵ فوریه ۱۹۶۷م، در موس، اوستفولد در سن ۷۳ سالگی یک نوآور فنی نروژی بود.
 راسموس سورنس در چند رشته فنی از جمله ساخت ساعت‌های نجومی، سر رشته داشت. نمونه‌هایی از دست‌آوردهای فنی وی از جمله در موزه استاوانگر و موزه دانش و صنعت در شیکاگو و چند موزه دیگر به نمایش گذاشته شده‌اند.

## پیشینه
راسموس سورنس سال ۱۸۹۳م، در غرب نروژ به دنیا آمد. پدر راسموس یک کشاورز بود و راسموس به عنوان پسر ارشد خانواده در کنار ۵ فرزند دیگر خانواده در مزرعه پدری بزرگ شد. مسئولیت کاری در مزرعه پدری از همان آغاز باعث رشد استعداد فنی در وی شد و از جمله تحسین آشنایان از پمپ آب مزرعه که با نیروی برق کار می‌کرد و تا سال ۱۹۶۰م، همچنان در حال بهره‌برداری بود و تا حدود زیادی ابتکار خود راسموس بود، باعث تشویق وی شد.
اولین تجربه کاری راسموس سورنس در خارج از مزرعه پدری، کار در یک کارگاه ساخت و تعمیر دوچرخه بود. پس از کار در این کارگاه که در شهر زادگاهش قرار داشت، مدتی نیز در یک کارگاه فنی در استاوانگر مشغول کارآموزی بود تا نهایتاً در مدرسه فنی استاوانگر پذیرفته شد و در سال۱۹۱۱م، از آن مدرسه دیپلم فنی در رشته برق دریافت کرد. سپس در سمت ماشین‌کار در یک نیروگاه در نزدیکی استاوانگر استخدام شد. راسموس سورنس در همان دوران مدرسه فنی به مطالعه بسیار علاقمند بود و در کنار مواد درسی در چند رشته علمی و فنی از جمله ریاضیات، اخترشناسی و ساخت ابزار فنی مهارت یافت.
علاوه بر مطالعات نظری، تکمیل و بهینه‌سازی ابزار مکانیکی موجود در محیط، عملاً بزرگ‌ترین سرگرمی راسموس در زمان فراغتش بود. از جمله در سال ۱۹۱۰م، یک موتور بنزینی تک سیلندر دو زمانه ساخت. برای چند کشاورز ساکن روستایی در اگدر ژنراتوری ساخت که ۲۲۰ ولت بازده داشت. حدود سال ۱۹۲۵م، نوعی ماشین درو ساخت که قابل وصل به تراکتور بود و برای چند ابزار و ماشین از جمله یک ماشین جوجه کشی مدرک ثبت اختراع دریافت کرد. هر چند این اختراعات موارد دست‌سازی بودند که هرگز به مرحله تولید اقتصادی نرسیدند.
سال ۱۹۲۲م، راسموس سورنس در یک ایستگاه محلی رادیو در نزدیکی استاوانگر استخدام شد و همان سال هم ازدواج کرد و بعدها همراه با همسر خود «گون هیلد سرینا» صاحب ۶ فرزند شد. بزودی راسموس ایستگاه مستقلی برای خود تأسیس کرد. یک ایستگاه رادیویی که راسموس و همسرش هر دو در آن کار می‌کردند. راسموس مجری اخبار بود و همسرش ترانه می‌خواند و خود او چند گیرنده رادیو در اختیار دوستان و آشنایان محلی قرار داده بود. این ایستگاه بیشتر از یک سال دوام نیاورد و به دنبال شکایت نیروگاه برق، برچیده شد.
پس از برچیده شدن ایستگاه رادیو، راسموس سورنس به همراه خانواده اش به موس نقل مکان کرد. در اینجا یک مدل مینیاتور از راه‌آهن نروژ ساخت که شاید اولین نمونه از نوع خود بود. این مدل چندین سال در ایام کریسمس در معرض نمایش عمومی قرار داده می‌شد. در همین محل او چندی بعد به سفارش سازمان ناوبری یک موتور برق بسیار کم مصرف برای فانوس دریایی ساخت که به سلول آفتابی مجهز بود. موفقیت این موتور به زودی باعث سفارش‌های بیشتری شد. حدوداً در همین دوره، وی در راه اندازی چند ایستگاه رادیویی در اطراف اسلو نیز به عنوان کارشناس فنی مشارکت داشت.

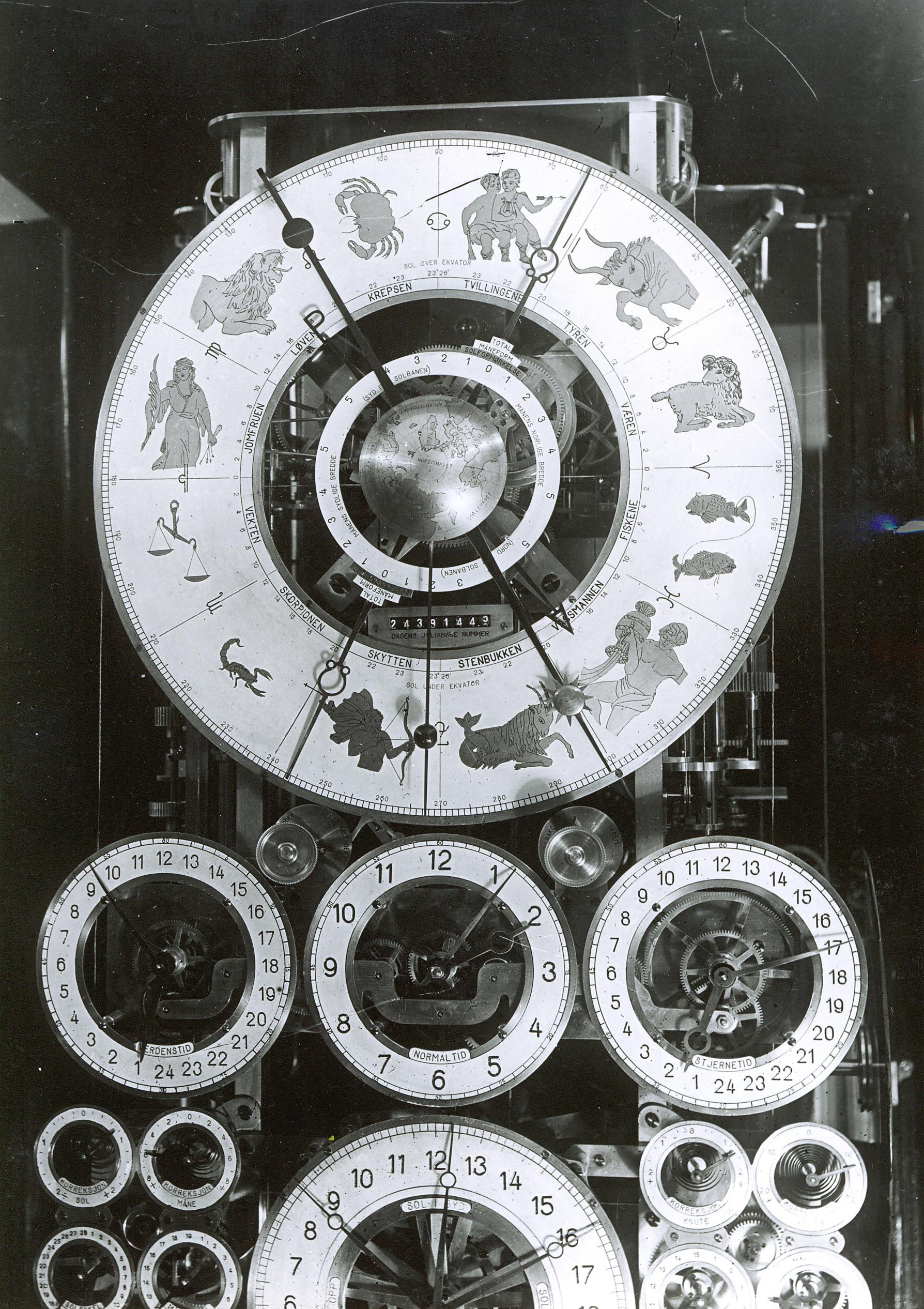
چهارمین ساعت نجومی راسموس سورنس که درست پیش از مرگش در سال ۱۹۶۷م، تکمیل شد و تا سال ۱۹۹۹م، در موزه تایم شیکاگو در معرض نمایش بود. این ساعت در سال ۱۹۹۹م، در یک حراج فروخته شد.

### اخترشناسی
علاقه راسموس سورنس به اخترشناسی باعث همکاری نزدیک وی با محیط دانشگاهی شده بود. در سال ۱۹۳۰م، راسموس شروع به ساختن یک ساعت نجومی کرد. این ابزار در سال ۱۹۳۶م، تکمیل شد. همچنین وی در همین دوره تلسکوپ بزرگی را ساخت. یک تلسکوپ بازتابی که تقریباً همه اجزاء آن حتی آینه‌ها و عدسی‌ها را با دست خود در آن ساخته بود.
در طول جنگ جهانی دوم، راسموس سورنس به‌طور غیرقانونی برنامه‌های رادیویی لندن را با دستگاهی که خود ساخته بود ضبط کرده بود. بعد از پایان جنگ وقتی در سال ۱۹۵۷م، اتحاد جماهیر شوروی سوسیالیستی اسپوتنیک-۱ را به فضا پرتاب کرد، وی مدل کوچکی از این ماهواره در حیاط خانه خود ساخت. وی دومین ساعت نجومی خود را بعد از این مدل ماهواره ساخت. سومین ساعت نجومی وی که بسیار پیچیده‌است در موزه سرپسبرگ قرار دارد. چهارمین ساعت نجومی وی تنها مدت زمان کوتاهی پیش از مرگش در سال ۱۹۶۷م، تکمیل شد. وارثان راسموس سورنس این آخرین ساعت نجومی ساخت وی را به ایالات متحده فروختند. این ساعت نجومی تا سال ۱۹۹۹م، در موزه تایم در شیکاگو در معرض نمایش بود. موزه تایم در آن سال منحل شد و ساعت نجومی چهارم در یک حراج فروخته شد. در حال حاضر تلاش می‌شود که ابزار و آلات ساخت راسموس سورنس از نقاط مختلف خریداری شده تا موزه ای به نام وی در نروژ تأسیس شود.